# Ruta Nacional 201 (Argentina)

Mapa del recorrido de la vieja Ruta Nacional 201.

La Ruta Nacional 201 era el nombre que tenía antes de 1980 la carretera de 16 km en el noroeste del Gran Buenos Aires, República Argentina que une la Avenida General Paz en Sáenz Peña con el empalme con la antigua Ruta Nacional 8 (actual Ruta Provincial 8) en el límite entre Campo de Mayo y Bella Vista.
Mediante el Decreto Nacional 1595 del año 1979 se prescribió que este camino pasara a jurisdicción provincial. La Provincia de Buenos Aires se hizo cargo del mismo en 1988. Actualmente es la Ruta Provincial 201.

## Localidades
Las localidades por las que pasa esta ruta de este a oeste son las siguientes:

### Provincia de Buenos Aires
Recorrido: 16 km (km 16-32)
- Partido de Tres de Febrero: Sáenz Peña (km 16) y Caseros (km 20).
- Partido de Morón: El Palomar (km 24).
- Partido de Hurlingham: Hurlingham (km 28) y William C. Morris (km 30).
- Partido de San Miguel: Bella Vista (km 32).

Debido al crecimiento que tuvo el Gran Buenos Aires actualmente es una avenida urbana que tiene los siguientes nombres de este a oeste:

## Nomenclatura municipal
- Partido de Tres de Febrero: Román Gómez, Av. Marcelo T. de Alvear y Bartolomé Mitre.
- Partido de Morón: Pres. Derqui, Marconi, Itacumbú, Aviador Matienzo y Rosetti.
- Partido de Hurlingham: Av. Tte. Gral. Julio A. Roca.
- Partido de San Miguel: Av. Pres. Arturo U. Illia.